# شهرستان آلاچوا (فلوریدا)
شهرستان آلاچوا، فلوریدا (به انگلیسی: Alachua County, Florida) یک سکونتگاه مسکونی در ایالات متحده آمریکا است که در فلوریدا واقع شده‌است.

## خصوصیات
شهرستان آلاچوا ۲٬۵۰۹٫۷۱ کیلومترمربع مساحت دارد.